# ロボコップ
『ロボコップ』（RoboCop）は、1987年に公開されたアメリカ映画およびこの映画に登場するサイボーグの名称。殉職した警官の遺体を利用したサイボーグ警官「ロボコップ」が活躍するバイオレンスSFアクション映画である。公開当時、これまでのヒーロー作品に無かった残虐描写が話題となった。主人公は人体と機械を合わせたサイボーグではあるが、物語上、開発した会社の思惑によりロボという言葉が冠せられている。
同じオライオン・ピクチャーズ配給の映画『ターミネーター』と同様に、低予算で作られながらも興行収入5300万ドルを超える1980年代を代表するヒット作。本作の人気により、続編の『ロボコップ2』や『ロボコップ3』が製作され、後にテレビシリーズやアニメ、アメコミなども製作された。また、1987年版のリメイクとして『ロボコップ』（2014年版）も製作された。

## あらすじ
凶悪犯罪都市となった近未来のデトロイト。巨大コングロマリット企業「オムニ・コンシューマ・プロダクツ」（OCP、通称オムニ社）によって民営化されたデトロイト市警察では、現場の警察官が過酷な勤務を強いられ、ストライキを起こそうとの機運すら高まっていた。オムニ社は未来都市「デルタシティ」建設に向け、犯罪を取り締まるロボット警官の開発を進めていたが、ジョーンズ副社長の主導で開発された「ED-209」（エド・ツーオーナイン）はプレゼン中に暴走事故を起こし、死者を出してしまう。別チームのロボット開発計画を主導していたモートンはオールドマン会長に売り込みをかけ、計画の主導権を握る。
モートンが計画するロボット警官には、新鮮で優秀な「警官の遺体」が必要であり、モートンは「候補者」となる優秀な刑事を最も過酷なデトロイト市警西分署へと異動させていた。その内の一人で、転属してきたばかりのアレックス・マーフィ巡査は、バディに指名されたアン・ルイス巡査と共に、大勢の警官殺しで指名手配中のマフィア「クラレンス一味」を追った。2人は一味の隠れ家に潜入したものの、一味に捉えられたマーフィは至近距離から斉射を浴び、瀕死の重傷を負う。マーフィは薄れゆく意識の中で、自分がどこかの手術室に搬送されていくのを悟る。
まもなくモートンが率いる開発チームが「ロボコップ」を発表し、西分署に着任させる。周囲の警察官が呆気に取られる中、ロボコップがマーフィと同じガンスピンを披露する様子を見たルイスは、その正体に疑念を抱く。実はこのロボコップは、殉職したマーフィの生体部分を部品として利用して完成させたものであった。街に出動したロボコップは次々に犯罪を解決していき、モートンは副社長に出世するが、面子を潰されたジョーンズは彼に宣戦布告する。
ロボコップには感情も記憶もなく、プログラムに基づいてのみ行動をするはずだったが、休息中に生前の記憶が断片的に過ると混乱を起こし、開発チームの命令を無視して出動していく。ルイスに「貴方はマーフィなの？」と問いかけられた事や、出動先で取り締まったクラレンス一味のエミールから「俺たちが殺したはずだ」と言い放たれた事で、自分の正体に疑問を持ったロボコップは、エミールの情報を元にデータベースを調べ、自分がクラレンス一味に殺されたマーフィであるという真実を知る。そして生前家族と暮らし、現在は売家になっている家を訪れ、記憶を取り戻すのであった。その頃、ジョーンズと繋がっていたクラレンスによってモートンが殺害される。
ロボコップはクラレンス一味の取引現場である麻薬工場に乗り込み、クラレンスを逮捕するが、その際に一味を支援する黒幕がジョーンズである事を知る。ロボコップはオムニ社へ乗り込み、ジョーンズを逮捕しようとするが、極秘に仕込まれていた「オムニ社の役員には危害を加えない」という指令プログラムによって行動を封じられてしまう。ジョーンズがけしかけたED-209を振り切ったロボコップは、「オフィスを襲撃した」との通報で駆けつけた警官隊に攻撃されるが、ルイスの助けを借りて脱出する。
警察がストライキに突入し、街が無法地帯と化す中、ジョーンズは釈放させたクラレンス一味に重火器を与え、証拠隠滅のためにロボコップ抹殺を指示する。一方クラレンスも、デルタシティ完成後の犯罪利権(麻薬・売春・賭博)を条件に、一味を引き連れロボコップが身を隠す製鉄工場へ向かう。奇襲を受けたロボコップとルイスは力を合わせ、ルイスが重傷を負うもこれの迎撃に成功。再びオムニ社へ向かったロボコップは警備のED-209を一蹴し、役員会議に乗り込む。一同の前で殺人の黒幕である証拠を公開されたジョーンズは、オールドマン会長を人質に取って逃走を図るが、オールドマンが「お前はクビだ！」と宣告したことで「オムニ社の役員の保護」指令の対象外となり、ロボコップに銃撃されて建物から転落する。オールドマンに名前を問われたロボコップは「マーフィ」と答え、笑みを浮かべながら会議室を後にするのだった。

## 登場人物

### 主要人物
アレックス・マーフィ / ロボコップ（Alex Murphy / RoboCop）
演：ピーター・ウェラー
主人公。デトロイトの警察に赴任した警察官。階級は巡査。治安が悪すぎて殉職率が極めて高いデトロイト地区での事件の検挙率が高いなど有能な警官であったが、凶悪犯のクラレンス一味を追いかけた事件で反撃に遭い、殉職してしまう。しかしオムニ社によりロボコップとして蘇る。生前は妻子がおり、息子が好きだった特撮ドラマの影響から西部劇のように拳銃を回す癖があり、その癖はロボコップとなってからも失われなかった。凶悪事件を次々と解決していく中で、徐々に自身の自我と記憶が蘇り、自分がマーフィだと自覚するようになる。
アン・ルイス（Anne Lewis）
演：ナンシー・アレン
ヒロイン。マーフィの相棒。女性だが腕っぷしが強い。コンビを組んですぐにマーフィが殉職したため付き合いが短かったが、理解者であり、ロボコップがマーフィーと同じ癖を見せた事から、マーフィと同一人物であることに気付く。ジョーンズの陰謀によりロボコップが四面楚歌に陥っても献身的に接した。クラレンス一味との最終戦では重傷を負って意識が朦朧としながらもレオンを狙撃してロボコップを助けた。最後は自分はもう助からないとロボコップに告げるが、続編で生存していたことが明らかとなる。

### OCP（オムニ社）
オールドマン会長（Old Man）
演：ダン・オハーリー
オムニ社の会長。デルタシティー建設に向け、犯罪撲滅の切り札となる治安維持ロボットの開発を指示。当初ジョーンズにこのプロジェクトを託していたが、開発されたED-209がプレゼンの場で暴走した事により、代わりにモートンが売り込んだロボコップ・プロジェクトを採用する。
終盤で悪事が明るみに出たジョーンズに人質にされてしまうが解雇を宣告したことでロボコップの指令4が無効となり、ジョーンズを肘打ちで怯ませ、ロボコップに射撃をさせる機会を作った。
リチャード "ディック" ・ジョーンズ（Richard "Dick" Jones）
演：ロニー・コックス
OCPの保安担当で副社長。表面上は紳士的に振舞っているが、犯罪組織であるクラレンス一味と繋がりがあり、自身の障害となる人物を殺害することに一切の躊躇を見せない極悪人。デルタシティー計画に伴い自身が企画した治安維持ロボットED-209によるデトロイトの治安回復を目論むもプレゼンの場でED-209が暴走し、その件をモートンに侮辱された事からクラレンスを使って彼を抹殺し、ロボコップをも破壊しようとする。最後はプレゼンの場に乗り込んで来たロボコップに自身の悪事を暴露され追い詰められた事で会長を人質に逃亡を図ろうとするが、激怒した会長に解雇を告げられた事で指令4が無効化され、ロボコップに発砲され高層階から転落死する。
ロバート"ボブ" ・モートン（Robert "Bob" Morton）
演：ミゲル・フェラー
OCPの役員で後に副社長に昇進。ロボコップのアイデアを売り込んだ張本人。素体となる殉職者を出すために多くの警官を治安の悪いデトロイトに送り込んだ点では間接的にマーフィーを死に追いやった人物でもある。出世の為なら手段を選ばない野心家としての一面を持っている。ED-209の暴走事故を起こしたジョーンズを侮辱したため、殺害対象と見做されてしまう。後に自宅で呼び寄せた女性モデルとドラッグパーティーを楽しんでいたところをジョーンズの命を受けたクラレンスに殺害される。
ドナルド・ジョンソン（Donald Johnson）
演：フェルトン・ペリー
OCPの役員でモートンの同志。次作では副社長に昇格する。
キニー（Kinney）
演：ケヴィン・ペイジ
OCPの役員。ED-209の暴走により死亡。
ビル・ウォーカー（Bill Walker）
演：リック・リーバーマン
OCPの重役。社内のトイレでモートンと共にジョーンズの侮辱を行った。
ルーズベルト（Roosevelt）
演：スティーヴン・ベリアー
OCPの科学者。ロボコップ計画に関わっている。
タイラー（Tyler）
演：セイジ・パーカー
OCPの女性科学者。ロボコップ計画に関わっている。

### 犯罪者

#### クラレンス一味
クラレンス・ボディッカー（Clarence J. Boddicker）
演：カートウッド・スミス
犯罪組織であるクラレンス一味のリーダー。今やデトロイトの裏社会のビジネスを取り仕切る大物で、警官殺しを含む多くの罪で指名手配されている。冷酷で残忍な性格で会話に悪趣味な冗談やユーモアを取り入れることを好んでいる。一味そろってマーフィを銃撃でいたぶり、最後にとどめをさした。ジョーンズとも繋がりがあり、彼からの命令で動くこともある。麻薬工場でロボコップに大怪我を負わされ逮捕された事を機にジョーンズと縁を切り手を引こうとするが、再開発される地域の麻薬、売春婦、カジノ等の裏経済を任せ支配させる事と強力な武器を用意する事を条件に、ロボコップとの戦いに挑む。最終戦となる廃工場の戦いではレオンの援護を利用してロボコップを一時的に行動不能にしたが、ロボコップが外部コンピューターとの接続に使う爪で首を刺されてしまい、傷から血を噴き出しながら死亡する。
レオン・ナッシュ（Leon C. Nash）
演：レイ・ワイズ
クラレンス一味のメンバー。実質的に一味の副リーダーのポジションにいる。ナイトクラブで遊んでいたところを逮捕されるが他のメンバー同様に、ジョーンズの手回しで釈放された。廃工場の戦いではロボコップがクラレンスに一点集中している隙をついてクレーンを使い、鋼材の束を浴びせて一矢報いることに成功したものの、喜んでいたところを自分たちが使っていたコブラ・アサルト・キャノンを奪ったルイスにより榴弾を撃ち込まれて爆死する。
エミール・アントノウスキー（Emil Antonowsky）
演：ポール・マクレーン
クラレンス一味のメンバー。主にバンの運転を担当する。ガソリンスタンドで強盗を働き、そこに駆け付けたロボコップの「Dead or alive you're coming with me（生死を問わず連行する）」という、かつて惨殺したマーフィと同じ発言でマーフィだと確信し、「お前は…死んだはずだ。殺したのに！」と叫び（このことがロボコップの記憶を取り戻す一因となる）、銃を乱射する。その後、太刀打ちできないとバイクで逃げたが、車輪を撃たれてコントロールを失い車にぶつかったことで吹っ飛んでしまい逮捕される。その後はジョーンズの手回しで釈放され、廃工場の戦いでも運転を担当し、車をぶつけてロボコップを倒そうとするが、ロボコップの射撃に怯み、不運にも強酸性の有毒廃液の貯蔵タンクに激突してしまい、液を浴びてしまったエミールの体は崩れてしまう。しばらくは苦悶しながら周囲をさまよっていたが、これも運悪く車を運転していたクラレンスに偶然轢かれてしまい、肉体を四散させながら死亡する。
ジョー・コックス（Joe P. Cox）
演：ジェシー・D・ゴインズ
クラレンス一味のメンバー。陽気でお調子者、軽い口調で話すメンバーでは唯一の黒人。麻薬工場で取り引きの場ではスティーブと共にクラレンスに同行。しかし、乗り込んで来たロボコップとの銃撃戦でスティーブが射殺された際、ショットガンの銃身で弾かれた反動で欄干から落下してしまう。廃工場での最終戦では宣戦布告をした直後にロボコップに撃たれて死亡。
スティーブ・ミン（Steve Minh）
演：カルバン・ジャング
クラレンス一味のメンバー。メンバーでは唯一のアジア系で額にバンダナを巻いている。麻薬工場で取り引きの場に乗り込んで来たロボコップとの銃撃戦ではクラレンスやジョーと違い射殺された。
ボビー（Bobby）
演：フレディ・ハイス
クラレンス一味のメンバー。マーフィーから追跡を受ける原因となった現金強奪時にミスをして札束を焦がしてしまいクラレンスに怒鳴られる。その後マーフィーとの銃撃戦を交えながらのカーチェイスで足を負傷した事で用済みとみなされ、追跡するマーフィーのパトカーに投げつけられて死亡する。
ダフィー（Dougy）
演：ニール・サマーズ
クラレンス一味のメンバー。追跡を振り切った後でエミールとの談笑中に乗り込んできたマーフィーに射殺される。

#### その他の犯罪者
サル（Sal）
演：リー・ドゥブロー
麻薬工場のボス。やりたい放題に振る舞うことで警戒態勢を強めさせたクラレンス一味を快く思っておらず、当初は彼が持ちかけた取引を断ろうとしていたが、条件を受け入れようとしたところに乗り込んできたロボコップと銃撃戦となり、ロボコップに銃撃された部下の銃弾を浴びて死亡。
ロン・ミラー（Ron Miller）
演：マーク・カールトン
元市会議員。市庁舎にて立て籠もり、テロ事件を引き起こした。駆け付けたロボコップにより殴り倒され、市庁舎の窓を突き破り落下した。
レイプ犯（Creeps）
演：ウィリアム・ショックレー、スコット・トムソン
2人組のレイプ犯。ブロンドヘアの女性を襲っていたところ、ロボコップに見つかる。1人は金的を撃たれ、1人は抵抗せずそのまま逮捕された。
強盗犯（Hophead）
演：マイク・モロフ
老夫婦の営む食料品店を襲った強盗犯。駆け付けたロボコップに銃身をへし折られ逃亡を図るが、ラリアットを受け倒された。

### デトロイト市警
ウォーレン・リード（Warren Reed）
演：ロバート・ドクィ
巡査部長。実直な人柄で警察官である事に誇りを持っているが、治安の悪化により殉職者が後を絶たず待遇が改善されない事などが原因で部下たちの不満が溜まり続けている現状に頭を悩ませている。
カプラン（Kaplan）
演：デル・ザモラ
巡査。警官殺しが多発していることやOCPに不満を持っており。他の警官にストライキを提案していた。
マンソン（Manson）
演：エドワード・エドワーズ
巡査。デトロイト市警に赴任したてのマーフィに配属の経緯を確認していた。
ヘッジコック（Hedgecock）
演：マイケル・グレゴリー
警部補。
ラミレス（Ramirez）
演：ヨランダ・ウィリアム
巡査。
スタークウェザー（Starkweather）
演：タイリーズ・アレン
巡査。
セシル（Cecil）
演：レアード・スチュアート
巡査。データルームで勤務している。他にもクラレンスに殺害された警官の遺族への見舞金を集金していた。
チェスマン（Chessman）
演：ジョン・デイヴィス
巡査。

### その他民間人
エレン・マーフィ（Ellen Murphy）
演：アンジー・ボーリング
アレックス・マーフィの妻。
ジミー・マーフィ（Jimmy Murphy）
演：ジェイソン・リヴァイン
アレックス・マーフィの息子。
ブロンド（Creeps' victim）
演：ドナ・キーガン
レイプ被害者。
チャンドラー（Chandra）
演：ダイアン・ロビン
女性モデル。モートンとドラッグパーティーを楽しんでいた。
トーニー（Tawney）
演：エイドリアン・サックス
女性モデル。モートンとドラッグパーティーを楽しんでいた。
ビクシー・スナイダー（Bixby Snyder）
演：S.D.ネメス
コメディアン。「1ドルで楽しむべ」が決め台詞。
ジェス・パーキンス（Jesse Perkins）
演：リーザ・ギボンズ
「メディアブレイク」に出演する女性キャスター。
ケイシー・ウォン（Casey Wong）
演：マリオ・マシャード
「メディアブレイク」に出演する男性キャスター。
ジャスティン・バラード＝ワトキンス（Justin Ballard-Watkins）
演：ビル・ファーマー
「メディアブレイク」に出演する男性リポーター。

## キャスト
| 役名                               | 俳優                       | 日本語吹替                                         | 日本語吹替 | 日本語吹替 |
| 役名                               | 俳優                       | テレビ朝日版                                       | VHS版      | DVD版      |
| ---------------------------------- | -------------------------- | -------------------------------------------------- | ---------- | ---------- |
| アレックス・マーフィ / ロボコップ  | ピーター・ウェラー         | 磯部勉                                             | 津嘉山正種 | 菅原正志   |
| アン・ルイス                       | ナンシー・アレン           | 小宮和枝                                           | 鈴木弘子   | 大坂史子   |
| リチャード "ディック" ・ジョーンズ | ロニー・コックス           | 中村正                                             | 大木民夫   | 中多和宏   |
| クラレンス・ボディッカー           | カートウッド・スミス       | 田中信夫                                           | 池田勝     | 青山穣     |
| オムニ社会長                       | ダン・オハーリー           | 納谷悟朗                                           | 藤城裕士   | 青山穣     |
| ボブ "ロバート" ・モートン         | ミゲル・フェラー           | 富山敬                                             | 納谷六朗   | 後藤敦     |
| ウォーレン・リード巡査部長         | ロバート・ドクィ           | 藤本譲                                             | 島香裕     | 相沢正輝   |
| ドナルド・ジョンソン               | フェルトン・ペリー         | 秋元羊介                                           | 加藤正之   | 相沢正輝   |
| レオン・ナッシュ                   | レイ・ワイズ               | 江原正士                                           | 広瀬正志   | 吉田孝     |
| エミール・アントノウスキー         | ポール・マクレーン         | 千田光男                                           | 塚田正昭   | 樫井笙人   |
| ジョー・コックス                   | ジェシー・D・ゴインズ      | 石丸博也                                           | 西村知道   | 鈴木正和   |
| マンソン巡査                       | エドワード・エドワーズ     | 津田英三                                           | 石塚運昇   | 吉田孝     |
| ヘッジコック警部補                 | マイケル・グレゴリー       | 筈見純                                             | 有本欽隆   |            |
| キニー                             | ケヴィン・ペイジ           | 古田信幸                                           | 秋元羊介   |            |
| スティーブ・ミン                   | カルバン・ジャング         | 牛山茂                                             | 星野充昭   |            |
| サル                               | リー・ドゥブロー           | 上田敏也                                           | 小関一     | 相沢正輝   |
| ロン・ミラー                       | マーク・カールトン         | 緒方賢一                                           | 小関一     |            |
| ビクシー・スナイダー               | S.D.ネメス                 | 緒方賢一                                           |            |            |
| ジェス・パーキンス                 | リーザ・ギボンズ           | 高島雅羅                                           |            |            |
| ケイシー・ウォン                   | マリオ・マシャード         | 小川真司                                           |            | 相沢正輝   |
| カプラン巡査                       | デル・ザモラ               | 田原アルノ                                         |            |            |
| スタークウェザー巡査               | タイリース・アレン         | 小室正幸                                           |            | 青山穣     |
| ラミレス巡査                       | ヨランダ・ウィリアム       | 坂本千夏                                           |            |            |
| セシル                             | レアード・スチュアート     | 小室正幸                                           |            |            |
| ED-209（声）                       | ジョン・デイヴィソン       | 緒方賢一                                           |            | 樫井笙人   |
| マクナマラ博士                     | ジェリー・ハリス           | 上田敏也                                           |            |            |
| ビル・ウォーカー                   | リック・リーバーマン       | 小島敏彦                                           |            |            |
| ルーズベルト                       | スティーヴン・ベリアー     | 田原アルノ                                         |            | 樫井笙人   |
| タイラー                           | セイジ・パーカー           | 横尾まり                                           |            |            |
| ボビー                             | フレディ・ハイス           | 小形満                                             |            | 相沢正輝   |
| ダフィー                           | ニール・サマーズ           | 西村知道                                           |            |            |
| エレン・マーフィ                   | アンジー・ボーリング       | 滝沢久美子                                         |            |            |
| ジミー・マーフィ                   | ジェイソン・リヴァイン     | 坂本千夏                                           |            |            |
| ブロンド(レイプの被害者)           | ドナ・キーガン             | 弘中くみ子                                         |            |            |
| レイプ犯①                          | ウィリアム・ショックレー   | 津田英三                                           |            |            |
| レイプ犯②                          | スコット・トムソン         | 古田信幸                                           |            |            |
| 店主                               | ジョー・リビングストン     | 上田敏也                                           |            |            |
| 店主の妻                           | マジョーリー・ライナーソン | さとうあい                                         |            |            |
| 強盗犯                             | マイク・モロフ             | 稲葉実                                             |            |            |
| チャンドラー                       | ダイアン・ロビン           | さとうあい                                         |            |            |
| トーニー                           | エイドリアン・サックス     | 弘中くみ子                                         |            |            |
| ジャスティン・バラード＝ワトキンス | ビル・ファーマー           | 西村知道                                           |            | 樫井笙人   |
| ピーター・ホイットリー             | マイケル・ハンター         | 稲葉実                                             |            |            |
| キーバ・ローゼンバーグ             | ジェームズ・スタスキエル   | 秋元羊介                                           |            |            |
| バーバラ                           | ジョン・パークル           | 登場シーンカット                                   |            |            |
| NUKEM CMの父親                     | ハリー・ジョンソン         | 秋元羊介                                           |            | 吉田孝     |
| NUKEM CMの母親                     |                            | 弘中くみ子                                         |            |            |
| NUKEM CMの息子                     |                            | さとうあい                                         |            |            |
| NUKEM CMの娘                       | ケイティ・グリフィン       | 池本小百合                                         |            |            |
|                                    |                            |                                                    |            |            |
| 演出                               |                            | 伊達康将                                           |            |            |
| 演出補                             |                            | 木村絵理子                                         |            |            |
| 翻訳                               |                            | 平田勝茂                                           | 山田ユキ   | 飯田公代   |
| 効果                               |                            | リレーション                                       |            |            |
| 調整                               |                            | 小野敦志                                           |            |            |
| プロデューサー                     |                            | 猪谷敬二                                           |            |            |
| 解説                               |                            | 淀川長治                                           |            |            |
| 製作                               |                            | 東北新社                                           |            |            |
| 初回放送                           |                            | 1990年4月1日 『日曜洋画劇場』 21:02-22:54 （92分） |            |            |

- テレビ朝日版：平均視聴率：28%（歴代7位）【ビデオリサーチ調べ、関東地区】。
- VHS版
  - 発売元：RCAコロンビア
- DVD版
  - 発売元：旧版カルチュア・パブリッシャーズ、新版20世紀フォックス ホーム エンターテイメント ジャパン

※ DVD/BDのジャケットには、ジョーンズ役が「田中和宏」と誤植されている。
- 20世紀フォックス ホーム エンターテイメント ジャパンの「吹替の帝王」シリーズ第4弾として全種類の日本語吹替版を収録したBlu-ray Discが2014年3月5日に発売。特典としてテレビ朝日版の吹替台本が封入されている。なお、ソフト版吹替は音ズレした箇所がある。
- 2019年に発売された「メイキング・オブ・ロボコップ」のDVDの吹替には本編映像部分にテレビ朝日版の音声が使用され、インタビュー部分も同じキャスト（ピーター・ウェラー：磯部勉、ナンシー・アレン：小宮和枝）で新録されている。

## 地上波放送履歴
| 回数 | 放送日         | 放送時間    | 放送局     | 番組枠             | 吹替         |
| ---- | -------------- | ----------- | ---------- | ------------------ | ------------ |
| 1    | 1990年4月1日   | 21:02-22:54 | テレビ朝日 | 日曜洋画劇場       | テレビ朝日版 |
| 2    | 1991年10月6日  | 21:02-22:54 | テレビ朝日 | 日曜洋画劇場       | テレビ朝日版 |
| 3    | 1993年1月3日   | 21:02-22:54 | テレビ朝日 | 日曜洋画劇場       | テレビ朝日版 |
| 4    | 1996年7月14日  | 21:02-22:54 | テレビ朝日 | 日曜洋画劇場       | テレビ朝日版 |
| 5    | 1998年4月26日  | 21:02-22:54 | テレビ朝日 | 日曜洋画劇場       | テレビ朝日版 |
| 6    | 2001年2月15日  | 21:02-22:54 | テレビ東京 | 木曜洋画劇場       | テレビ朝日版 |
| 7    | 2003年3月27日  | 21:02-22:54 | テレビ東京 | 木曜洋画劇場       | テレビ朝日版 |
| 8    | 2004年3月6日   | 27:20-29:00 | テレビ東京 | パリ・シネ         | テレビ朝日版 |
| 9    | 2005年1月26日  | 13:30-15:30 | テレビ東京 | 午後のロードショー | テレビ朝日版 |
| 10   | 2011年11月14日 | 13:30-15:30 | テレビ東京 | 午後のロードショー | テレビ朝日版 |
| 11   | 2014年7月1日   | 13:30-15:30 | テレビ東京 | 午後のロードショー | テレビ朝日版 |

## 製作
脚本を担当したエドワード・ニューマイヤーは、当時ユニバーサル・ピクチャーズの役員であり、毎日の仕事が退屈で仕方がなかった。その時にマイケル・マイナーから「ロボット警官の話を作ってくれ」と頼まれ、気分転換に本作の脚本を書き上げたが、そのタイトルを見たアメリカ中の監督に敬遠されて監督を依頼できなくなってしまったため、バーバラ・ボイルがバーホーベンに白羽の矢を立てることになった。当初、バーホーベンはこの脚本を1ページ読んだだけで床に投げ捨てたが、妻マルチーヌから「シェイクスピアとは違うけど奥が深い作品よ」と言われて読み進めるうちに夢中になっていき、監督を承諾した。
映画製作の際、バーホーベンからバンダイの村上克司へ『宇宙刑事ギャバン』からのデザイン引用の許諾を求める手紙が送られ、村上が快諾していた。

### ロボコップの撮影
本作の撮影のためにピーター・ウェラーはパントマイムを特訓したが、いざロボコップのスーツを着用して撮影に挑むと思うように動けず、ショックのあまり放心してしまった。ウェラーが撮影を拒んだために、バーホーベンは解雇を検討したが、高額なスーツはウェラーの体型に合わせて作られていたため、交代させる俳優を見つけることは困難だった。バーホーベンの妻マルチーヌの勧めで、名門ジュリアード音楽院でダンスやパントマイムを研究するモニ・ヤキム教授がロケ現場に呼ばれ、ロボコップの動きを振り付けた。
スーツ内はかなりの高温となるため（最高で46℃にも達する）、ウェラーはあせもや体重減少に悩まされるなどの苦労を経験したため、待機のための冷蔵車が用意された。またスーツの重量が12kgあった（発想元の『宇宙刑事ギャバン』のスーツは繊維強化プラスチックをベースに蒸着という手法で金属の質感を出していたため比較的軽量だった）。独特の「サイボーグ歩き」とも呼ばれる歩行はウェラー以外に真似できるものがおらず、スタントマンが使えなくなってしまい、ほとんどのスタントシーンはウェラー自身が演じた。
映画第2作『ロボコップ2』でのスーツは素材などの見直しと水冷式冷却装置の内蔵を図り、前作の物から改良されている。また、『ロボコップ2』ではロボコップをより強く見せるため、カラーリングがシルバー・メタリックからメタリック・ブルーへ変えられた。青みがかったボディはスクリーンに映し出されたとき、見る人に色彩心理学の応用でより洗練されて強力になった印象を与えるという効果がある。
デトロイトは当時から既に自動車産業の衰退で荒廃していたため、ロケ地に使われていない。ロケのほとんどは、近未来的な超高層ビルが多く建っていたダラスで行われた。
ロボコップが使用する拳銃「AUTO9」は普段は右太腿内部に収納されている。3バースト射撃（一回引き金を引くごとに3発連射する）が可能であり、またロボコップの眼と同期することで人間のように視線と銃を一直線上に構えることなく照準をさだめられる（『2』では弾道を計算して跳弾で敵を倒したり、反対方向を向いたまま射撃する場面がある）。ベースとなっているのはベレッタ社製M93Rで3バースト射撃はこの銃本来の機能である。映画「ロボコップ」のヒットをうけて、日本では当初無版権でAUTO9のトイガンが発売されていた。しかしそのクオリティの高さから2作目以降の撮影で射撃をしないシーンで用いられるようになり、正式に版権も取得された。

### 撮影手法と編集
バーホーベンは、台本を読むのと同じスピードで演技するリアルタイム・アクティングを提唱した。台本に掛かれていない演義を全て排除し、ストーリー上意味のある動きだけが撮影された。また編集を担当したベテランのフランク・J・ユリオステに対し、バーホーベンは3秒以上1つのカットが続くと「長すぎる」と注文を出し、映像をカットさせた。これにより、ユリオステはアカデミー編集賞にノミネートされた。
無駄をすべて省き高速に展開される映像は、ハリウッドに影響を与えた。『ニューヨーク・タイムズ』は「『ロボコップ』では何かがつねに動いている」と書いた。動きのない会話シーンでは、ステディカムを使ってカメラのほうを動かした。『ダイ・ハード』の監督ジョン・マクティアナンは本作に衝撃を受け、DVDの音声解説で『ロボコップ』の映像を絶賛し、バーホーベン作品の常連カメラマンであるヤン・デ・ボンと、本作の編集を担当したユリオステを採用したことを語っている。

### スタッフ
- 監督：ポール・バーホーベン
- 製作：アーン・L・シュミット
- 脚本：エドワード・ニューマイヤー、マイケル・マイナー
- 製作総指揮：ジョン・デイビソン
- 撮影：ヨスト・ヴァカーノ
- 編集：フランク・J・ユリオステ
- 音楽
  - 作曲：ベイジル・ポールドゥリス
  - 指揮：ハワード・ブレイク、トニー・ブリテン
  - 演奏：ザ・シンフォニア・オブ・ロンドン
- 視覚効果：ティペット・スタジオ
- 日本語字幕：菊地浩司

### ED-209（英語版）
ジョーンズが主導して開発した治安維持用ロボット。読みは「エド・トゥー・オー・ナイン」、EDはEnforcement Droid（法務執行ドロイド）の略である。稼動時に発する音声は、本作の製作総指揮のジョン・デイヴィソンが担当している。
二足歩行で移動し、武装解除した人間には攻撃を加えないよう制御されている。将来的には、アメリカ合衆国陸軍による発注に応えての売り込みも計画されている。両腕には機関砲、右腕の外側には3門のロケット発射器をそれぞれ装備している。火力の面ではロボコップを圧倒しているが、階段を下りられないうえに転倒しても自力で立ち上がれないなど、機動性はロボコップに著しく劣る。
本作の冒頭では、オムニ社内で開かれたデモンストレーションの場で、銃を持った犯人役の社員キニーに銃を捨てるよう警告するが、銃を捨てたことを認識できずキニーを射殺してしまう。更にキニーが倒れ込んで死亡したことも認識できず、メインコントロールが遮断され機能停止するまで彼に向けて連射するというお粗末さを見せている。
ED-209の動きはフィル・ティペットによってストップモーションアニメで表現された。
『2』や『3』にも登場するが、『2』では機動性を改善されないまま故障する、『3』では簡単なクラッキングによってコントロールを失うといった、相変わらず不完全さを示すシーンが盛り込まれている。

### ディレクターズ・カット
あまりに激しい暴力描写のため、ヨーロッパでの公開では『映画のレイティングシステム』に合わせて、シーン削除が行なわれた。劇場公開版が102分に対し、ドイツでは78分というデータもある。
一方で上映禁止指定を回避するため、劇場版ではカットされた以下のような場面を含む、ディレクターズ・カット版が存在する。
- 模型の上に倒れ込んでなお、ED-209の銃撃を受けるキニー。
- ショットガンでマーフィの右上腕部が吹き飛ばされる。
- クラレンスに頭部を拳銃で撃たれる直前に起き上がろうとするマーフィ（頭を吹き飛ばされるまで、ダミーを使用したワンカットで映される）。
- 瀕死のマーフィを目の前にして泣くルイス。
- 刺された首を押さえるクラレンスがクローズアップ。

初出は米ヴォイジャー社のクライテリオン・コレクションLD。日本においてこのディレクターズ・カット版は、2007年8月発売のDVD『新生アルティメット・エディション』にてようやく視聴可能となった。2007年12月にはBDでも発売されたが、劇場公開版との2枚組であったDVD版とは異なり、ディレクターズ・カット版のみの収録となっている。
テレビ放送用に撮影された別カット版も存在する。卑語、流血シーンに再編集が加えられている。
- キニーがED-209から銃撃を受けるシーンでは、流血は一切しない。
- クラレンスにショットガンで手を吹き飛ばされるマーフィは、映らないように別カット、頭部を銃撃するシーンのカット。
- 銃撃シーンでは不自然なクローズアップになる。
- 猥談カット、トイレの便器越しのシーンは別カット。
- 命乞いのシーンが短くなっている。
- ロボコップに逮捕されるクラレンスの流血、血を吐くシーンの血の量が控えめに、書類に血を吐くシーンではチューインガムに変更。
- 廃液で溶けたエミールは顔が映らない、クラレンスはエミールを撥ねずに避けていく。
- クラレンスのロボコップへの殴打がカットされ、すぐに刺すように返り血と流血はカット。

## 評価・評判
公開当時、一見ヒーロー映画にも関わらず、激しい暴力描写でR指定を受けたことなどが話題になった。また、純粋な娯楽作品に見える本作の秀逸な設定に、多くのSFファンが唸った。それは“主人公のロボコップ＝マーフィー巡査が「法医学的に死体の状態で機械的に復活した人間」である”というものである。当時は、サイバーパンク系のSF作品が流行しており、それらのファンから“「死を克服したヒーロー」ではなく「死んだ状態で生前の意識を持ち、葛藤しながら闘うヒーロー」という設定が、非常に明快なサイバーパンク的描写である”と評価された。劇中においても、主人公は機械的に「蘇生」したわけではなく、単に「死体の状態での細胞死を迎えていない新鮮な生体部分を、ロボットの部品として利用されている存在に過ぎない」「彼は法的には死体であり、人権はない」と描写されている。
劇中に何度か挿入されるニュース番組やCMは、近未来という舞台設定を踏まえた事件・事故・商品を報じているが単なる未来予測ではなく、「代表する車」としてCMで宣伝されている車がその直後に悪役の車として登場する、子供っぽい単純な応酬で簡単に核戦争へと拡大するシミュレーションゲーム、など、ブラックユーモアを内包したものも多い。同様のシーンは、同じく未来を舞台とする他のバーホーベン作品にも確認できる。
劇中、ロボコップ起動時のメッセージにMS-DOSの「COMMAND.COM」や「CONFIG.SYS」という表示が見えるため、「ロボコップはMS-DOSで動いているらしい」とパソコン雑誌などで話題になった。

### アカデミー賞
- 1987年第60回アカデミー賞
  - 編集賞 ノミネート
  - 音響賞 ノミネート
  - 特別業績賞（音響編集）受賞

## 続編映画
- ロボコップ2（1990年公開）
- ロボコップ3（1993年公開）

2018年1月、続編の制作に関する情報が公開され、2作目以降は考慮せずに1作目と直接繋がる内容となることなどが公表された。
タイトルは「RoboCop Returns」、監督は「第9地区」のニール・ブロムカンプが務める。

## リメイク
当初、2010年公開予定でダーレン・アロノフスキー監督による3D映画としてのリメイクが企画されていたが、製作スタジオのMGMの財政難（2010年11月に連邦倒産法第11章適用）によって絶望的となった。しかし、その後にソニー・ピクチャーズ配給、ジョゼ・パジーリャ監督、ヨエル・キナマン主演によって製作されることが決定した。こちらは2013年8月9日に公開予定であったが、2012年10月19日には2014年2月7日に公開予定へと延期された。なお、世界各国にてIMAXでも同時公開予定である。
2013年11月8日には、日本での公開開始日が2014年3月14日に決定した旨が報じられた。ロボコップのデザインは『ターミネーター』シリーズや『アイアンマン』シリーズなどのプロダクトデザインを担当したスタッフによって改訂され、黒を基調とした配色となっている。

## テレビシリーズ
- ロボコップ ザ・シリーズ（1994年公開）
- ロボコップ・ニューバトル（1994年公開）

『ザ・シリーズ』のパイロット版として公開。日本では「新たなる挑戦」のタイトルで日本テレビ放送網の『金曜ロードショー』の枠で放映され、小倉淳と藪本雅子が出演していた。
- ロボコップ プライム・ディレクティヴ（2001年公開）

### テレビアニメ
『ロボコップ THE ANIMATION』（原題：Robocop）のタイトルで、1988年にアメリカのみで放送された。全12話。
日本では、1989年7月28日に、玩具メーカーのタカラ（現：タカラトミー）より、3話入り日本語吹替版のビデオソフトが全4巻で発売された。テレビドラマ版と同じく、人体損壊を含む残虐シーンやロボコップが相手を射殺するシーンは皆無であるうえ、ロボコップがガルウィングドア仕様の特製スーパーカーをパトカーとして運転する、ロボコップやルイスが光線銃を使う、敵としてロボットやモンスターが登場するなど、バラエティに富むキッズアニメらしくアレンジされている。なお、ロボコップの配色は映画版と細部が異なる。最後の敵は宿敵・クラレンス（映画版そっくりに描かれている）である。
声の出演
- ロボコップ/アレックス・マーフィ：堀内賢雄
- アン・ルイス：玉川砂記子
- ヘッジコック警部補：城山知馨夫
- マクナマラ博士：西川幾雄
- ウォーレン・リード巡査部長：朝戸鉄也
- ケイシー・ウォン：子安武人/島田敏（第7話のみ）/有本欽隆（第9話のみ）
- ED-260、ED-206A：西村知道
- OCP社社長：有本欽隆
- タイラー博士：小宮和枝
- ルーズベルト：鈴木勝美
- クラレンス・ボディカー：池田勝
- ナレーター：政宗一成

スタッフ
- 製作総指揮：マーガレット・ローシュ・スティンプソン、ジョセフ・M・タリテロ
- エグゼグティブ・ストーリーエディター：スタン・リー
- ストーリーエディター：リッチ・フォーゲル/マーク・セイデンバーグ
- キャラクターデザイン：エドワード・ニューマイヤー/マイケル・ライナー
- 音楽：ハイム・サバン/シュキ・レヴィ
- 製作提携：AKOM
- 製作：マーベル・プロダクション/ニューワールド・インターナショナル
- 日本語版演出：田島荘三

エピソード
～迷走都市編～（規格品番：TAK-002）
- 再生ヴァンダルズ
- 核融合テススボア計画
- 環境汚染地域

～電脳管理局編～（規格品番：TAK-003）
- ロボコップ充電不可能
- 最後の能力
- エルサレムからの使者

～犯罪回路編～（規格品番：TAK-004）
- ヘッジコックvsロボコップ
- 英雄は還らない
- 覚醒ジップ・チップ

～カウント・ゼロ編～（規格品番：TAK-005）
- OCP壊滅プログラム
- 爆裂列車
- 疑似（フォールス）インフォメーション

## ドラマ
ロボコップのドラマシリーズの制作が予定されている。制作はAmazon MGMスタジオが担当し、脚本をピーター・オッコが、そして制作総指揮をジェームズ・ワンが務める予定。ストーリーは巨大なテクノロジー複合企業が地元警察と力を合わせ、増加傾向にある犯罪と戦うための技術的に進歩した、半分人間で半分機械の警察官を導入する物語が描かれるという。

## 小説
- ロボコップ（エド・ナーハ/斎藤伯好訳・ハヤカワ文庫）
- ロボコップ2（エド・ナーハ/鎌田三平訳・二見書房）

## 漫画
- ロボコップ（コミック）
- ロボコップVSターミネーター

その他に日本では、『コミックボンボン』増刊号にて4コマ漫画、『月刊少年ジャンプ』で映画のストーリーをアレンジしたオリジナルストーリーによる読みきり漫画が製作された。

## ゲーム
- ROBOCOP（FC）（発売：データイースト/開発：データイースト/酒田エス・エー・エス）
- ROBOCOP2（FC）（発売：データイースト/開発：Ocean Software）
- ロボコップVSターミネーター（発売：ヴァージンゲームズ）
- ROBOCOP〜新たなる危機〜（発売：タイタスジャパン/開発：タイタス）
- Mortal Kombat 11 (発売：Neatherrealm Studios/開発： Warner Bros. Interactive Entertainment))
- RoboCop: Rogue City（発売：Nacon/開発：テヨン）

その他アーケード版などが存在する。FC版2は、データイースト製の日本版が開発されていたが、中止になり、日本国外版の輸入となった模様。

## CM
- 日清焼そばU.F.O. - 1992年にテレビCM「正しい焼そば」篇でのイメージキャラクターに起用され、景品として「ロボコップ寝袋」がプレゼントされた。
- ゴキジェット - ロボコップが同商品でゴキブリを駆除するCMが作られた。このときロボは大腿部にゴキジェットを収納している。
- 金星（Goldstar、現：LGエレクトロニクス） - カラーテレビ「ミラクルα」のテレビCMに起用。

## 備考
- 劇中劇として登場する『T・Jレイザー』はウイリアム・シャトナー主演の『T・Jフッカー（邦題・パトカーアダム30）』のパロディである。
- ロボコップ専用の拳銃「オート9」は、巨大なスタビライザーが付いておりベースの実銃ベレッタM93Rとはかなり掛け離れた外観である。また、セミオート、3点バーストのみならずフルオートでも射撃でき[28]、マガジンの装弾数の考証等は特にされていない。またハヤカワ文庫の小説版では「オート九」と表記されている。
- 終盤でクラレンス一味が使用する「コブラ・アサルト・キャノン」は、実在する対物ライフルのバレットM82をベースとした架空の銃火器である。撮影に当たってはM82の製造元であるバレット・ファイアーアームズ社が広報の一環で貸し出したM82の初期生産モデルに、小型のテレビカメラを装飾したものを載せることで製作されたプロップガンが用いられた。しかし、予算や貸し出されたM82の数量の都合上必要な数を揃えられず、また実銃の重量と反動では空包であっても俳優が抱えて撃つことが困難であったため、アクションシーンの撮影では、樹脂とアルミパイプで構成されたものに発火機構を仕込んだプロップガンが複数製作されて使用されている[29]。
- 劇中、市長を人質に取った前市会議員のロン・ミラーがロボコップに殴られて建物の窓から転落するシーンがあるが、直後のテレビニュースの映像では窓から飛び出したミラー役のスタントマンが一度画面下に消えた後に（クッションなどでバウンドして）再び画面下から跳ねるようにして現れる部分までカットされずに流れてしまっている。
- 映画のラスト近くでクラレンスが倒れるシーンにおいて、スタッフが映り込んでいる。またその前のクラレンス達が製鉄所に乗り付けるシーンでは、同時録音されたセリフに撮影カメラの駆動音が被ったまま使われている。
- 日本のテレビ情報雑誌「ザテレビジョン」の表紙にレモンを持ったロボコップが登場した。
- エイトマンの作者・平井和正と桑田二郎は対談で、「設定がエイトマンに酷似しているのでは」といった話をしている（ウルフガイ・ドットコムの対談平井和正×桑田二郎より）。
- レオンが逮捕されるディスコのシーンでは、監督自身が猛烈に踊りまくる姿もワンカット挿み込まれている。破壊されたジョーンズのオフィスでクラレンスと冷ややかに話す秘書バーバラ役のジョアン・パークルは、クラレンス＝カートウッド・スミスの実の妻。SUX6000のコマーシャルでフィル・ティペットがアニメートした恐竜グワンジを指差し絶叫しているのは映画監督のジョン・ランディスである。
- マーフィ役には当初シュワルツェネッガーが候補として挙げられていた[30]。
- 配役よりも先にロボコップのスーツを作ってしまったため、スーツのサイズに合ったピーター・ウェラーが選ばれた。